# قولدور كهلي
قولدور كهلي هي قرية في مقاطعة مشكين شهر، إيران. يقدر عدد سكانها بـ 222 نسمة بحسب إحصاء 2016.